# Lista över rymdgrupper
Det finns 230 rymdgrupper i tre dimensioner, givna av ett antal index, och ett fullständigt namn i Hermann–Mauguin-notation, och ett kort namn (internationell kort symbol). De långa namnen är givna med blanksteg för läsbarheten. Grupperna har vardera en punktgrupp av enhetscellen.

## Symboler
I Hermann–Mauguin-notation är rymdgrupper namngivna av en symbol som kombinerar punktgruppsidentifierare med versaler som beskriver gittertyp. Translationer inom gittret i form av skruvaxlar och glidplan är också noterade, vilket ger en komplett kristallografisk rymdgrupp.
Dessa är Bravaisgittren i tre dimensioner:
- P – primitiv
- I – rymdcentrerad (från tyska "Innenzentriert")
- F – ytcentrerad (från tyska "Flächenzentriert")
- A – enbart centrerad till A-ytan
- B – enbart centrerad till B-ytan
- C – enbart centrerad till C-ytan
- R – romboedrisk

Ett reflektionsplan m inom punktgrupperna kan ersättas av ett glidplan, märkt som a, b eller c beroende på vilken axel gliden är längs. Det finns också en n-glid, vilket är en glid längs hälften av diagonalen av a-ytan, och d-gliden, vilken är längs en fjärdedel av antingen en yt- eller rymddiagonal av enhetscellen. d-gliden kallas ofta för diamantglidplanet då den ingår i diamantstrukturen.
- {\displaystyle a}, {\displaystyle b} eller {\displaystyle c} – glidtranslation längs hälften av gittervektorn av ytan
- {\displaystyle n} – glidtranslation längs en halv ytdiagonal
- {\displaystyle d} – glidplan med translation längs en fjärdedels ytdiagonal.
- {\displaystyle e} – två glider med samma glidplan och translation längs två (olika) halvgittervektorer.

En gyrationspunkt som kan ersättas av en skruvaxel är noterad med ett tal, n, där rotationsvinkeln är {\displaystyle \color {Black}{\tfrac {360^{\circ }}{n}}}. Graden av translation anges sedan nedsänkt och visar hur långt längs axeln translationen är, som en del av den parallella gittervektorn. Exempelvis, 21 är en 180° (tvåfaldig) rotation följt av en translation av hälften av gittervektorn. 31 ä en 120° (trefaldig) rotation följt av en translation av en tredjedel av gittervektorn.
De möjliga skruvaxlarna är: 21, 31, 32, 41, 42, 43, 61, 62, 63, 64 och 65.
I Schoenfliesnotation, är symbolen för en rymdgrupp representerad av symbolen för motsvarande punktgrupp upphöjd. Upphöjningen ger inte någon extra information om rymdgruppens symmetrielement. Det är relaterat till ordningen för Shoenflies-härledda rymdgrupper. 
I Fjodorovsymbol, är rymdgruppstypen betecknad som s (symmorfik), h (hemisymmorfik) eller a (asymmorfik). Talet är relaterat till ordningen för Fjodorov-härledda rymdgrupper. Det finns 73 symmorfika, 54 hemisymmorfika och 103 asymmorfika rymdgrupper. Symmorfika rymdgrupper kan erhållas som en kombination av Bravaisgitter med motsvarande punktgrupp. Dessa grupper innehåller samma symmetrielement som de motsvarande punktgrupperna. Hemisymmorfika rymdgrupper innehåller enbart en axiell kombination av symmetrielementen från de motsvarande punktgrupperna. Alla andra rymdgrupper är asymmorfika. Exempel för punktgrupp 4/mmm ({\displaystyle {\tfrac {4}{m}}{\tfrac {2}{m}}{\tfrac {2}{m}}}): de symmorfika rymdgrupperna är P4/mmm ({\displaystyle P{\tfrac {4}{m}}{\tfrac {2}{m}}{\tfrac {2}{m}}}, 36s) och I4/mmm ({\displaystyle I{\tfrac {4}{m}}{\tfrac {2}{m}}{\tfrac {2}{m}}}, 37s); hemisymmorfika rymdgrupper bör innehålla den axiella kombinationen 422, de är P4/mcc ({\displaystyle P{\tfrac {4}{m}}{\tfrac {2}{c}}{\tfrac {2}{c}}}, 35h), P4/nbm ({\displaystyle P{\tfrac {4}{n}}{\tfrac {2}{b}}{\tfrac {2}{m}}}, 36h), P4/nnc ({\displaystyle P{\tfrac {4}{n}}{\tfrac {2}{n}}{\tfrac {2}{c}}}, 37h) och I4/mcm ({\displaystyle I{\tfrac {4}{m}}{\tfrac {2}{c}}{\tfrac {2}{m}}}, 38h).

## Triklina rymdgrupper
|  |

| Nummer | Punktgrupp | Kort namn | Fullständigt namn | Schoenflies               | Fjodorov | Shubnikov                                 | Fibrifold |
| ------ | ---------- | --------- | ----------------- | ------------------------- | -------- | ----------------------------------------- | --------- |
| 1      | 1          | P1        | P 1               | {\displaystyle C_{1}^{1}} | 1s       | {\displaystyle (a/b/c)\cdot 1}            |           |
| 2      | 1          | P1        | P 1               | {\displaystyle C_{i}^{1}} | 2s       | {\displaystyle (a/b/c)\cdot {\tilde {2}}} |           |

## Monoklina rymdgrupper
| Enkel (P) | Bas (C) |
| --------- | ------- |
|           |         |

| Nummer | Punktgrupp | Kort namn | Fullständigt namn | Fullständigt namn | Schoenflies                | Fjodorov | Shubnikov                                                                  | Fibrifold |
| ------ | ---------- | --------- | ----------------- | ----------------- | -------------------------- | -------- | -------------------------------------------------------------------------- | --------- |
| 3      | 2          | P2        | P 1 2 1           | P 1 1 2           | {\displaystyle C_{2}^{1}}  | 3s       | {\displaystyle (b:(c/a)):2}                                                |           |
| 4      | 2          | P21       | P 1 21 1          | P 1 1 21          | {\displaystyle C_{2}^{2}}  | 1a       | {\displaystyle (b:(c/a)):2_{1}}                                            |           |
| 5      | 2          | C2        | C 1 2 1           | B 1 1 2           | {\displaystyle C_{2}^{3}}  | 4s       | {\displaystyle \left({\tfrac {a+b}{2}}/b:(c/a)\right):2}                   |           |
| 6      | m          | Pm        | P 1 m 1           | P 1 1 m           | {\displaystyle C_{s}^{1}}  | 5s       | {\displaystyle (b:(c/a))\cdot m}                                           |           |
| 7      | m          | Pc        | P 1 c 1           | P 1 1 b           | {\displaystyle C_{s}^{2}}  | 1h       | {\displaystyle (b:(c/a))\cdot {\tilde {c}}}                                |           |
| 8      | m          | Cm        | C 1 m 1           | B 1 1 m           | {\displaystyle C_{s}^{3}}  | 6s       | {\displaystyle \left({\tfrac {a+b}{2}}/b:(c/a)\right)\cdot m}              |           |
| 9      | m          | Cc        | C 1 c 1           | B 1 1 b           | {\displaystyle C_{s}^{4}}  | 2h       | {\displaystyle \left({\tfrac {a+b}{2}}/b:(c/a)\right)\cdot {\tilde {c}}}   |           |
| 10     | 2/m        | P2/m      | P 1 2/m 1         | P 1 1 2/m         | {\displaystyle C_{2h}^{1}} | 7s       | {\displaystyle (b:(c/a))\cdot m:2}                                         |           |
| 11     | 2/m        | P21/m     | P 1 21/m 1        | P 1 1 21/m        | {\displaystyle C_{2h}^{2}} | 2a       | {\displaystyle (b:(c/a))\cdot m:2_{1}}                                     |           |
| 12     | 2/m        | C2/m      | C 1 2/m 1         | B 1 1 2/m         | {\displaystyle C_{2h}^{3}} | 8s       | {\displaystyle \left({\tfrac {a+b}{2}}/b:(c/a)\right)\cdot m:2}            |           |
| 13     | 2/m        | P2/c      | P 1 2/c 1         | P 1 1 2/b         | {\displaystyle C_{2h}^{4}} | 3h       | {\displaystyle (b:(c/a))\cdot {\tilde {c}}:2}                              |           |
| 14     | 2/m        | P21/c     | P 1 21/c 1        | P 1 1 21/b        | {\displaystyle C_{2h}^{5}} | 3a       | {\displaystyle (b:(c/a))\cdot {\tilde {c}}:2_{1}}                          |           |
| 15     | 2/m        | C2/c      | C 1 2/c 1         | B 1 1 2/b         | {\displaystyle C_{2h}^{6}} | 4h       | {\displaystyle \left({\tfrac {a+b}{2}}/b:(c/a)\right)\cdot {\tilde {c}}:2} |           |

## Ortorombiska rymdgrupper
| Nummer | Punktgrupp                                                    | Kort namn | Fullständigt namn | Schoenflies                 | Fjodorov | Shubnikov | Fibrifold |
| ------ | ------------------------------------------------------------- | --------- | ----------------- | --------------------------- | -------- | --- | --------- |
| 16     | 222                                                           | P222      | P 2 2 2           | {\displaystyle D_{2}^{1}}   | 9s       | {\displaystyle (c:a:b):2:2} |           |
| 17     | 222                                                           | P2221     | P 2 2 21          | {\displaystyle D_{2}^{2}}   | 4a       | {\displaystyle (c:a:b):2_{1}:2} |           |
| 18     | 222                                                           | P21212    | P 21 21 2         | {\displaystyle D_{2}^{3}}   | 7a       | {\displaystyle (c:a:b):2} {\displaystyle 2_{1}} |           |
| 19     | 222                                                           | P212121   | P 21 21 21        | {\displaystyle D_{2}^{4}}   | 8a       | {\displaystyle (c:a:b):2_{1}} {\displaystyle 2_{1}} |           |
| 20     | 222                                                           | C2221     | C 2 2 21          | {\displaystyle D_{2}^{5}}   | 5a       | {\displaystyle \left({\tfrac {a+b}{2}}:c:a:b\right):2_{1}:2} |           |
| 21     | 222                                                           | C222      | C 2 2 2           | {\displaystyle D_{2}^{6}}   | 10s      | {\displaystyle \left({\tfrac {a+b}{2}}:c:a:b\right):2:2} |           |
| 22     | 222                                                           | F222      | F 2 2 2           | {\displaystyle D_{2}^{7}}   | 12s      | {\displaystyle \left({\tfrac {a+c}{2}}/{\tfrac {b+c}{2}}/{\tfrac {a+b}{2}}:c:a:b\right):2:2}                                                                           |           |
| 23     | 222                                                           | I222      | I 2 2 2           | {\displaystyle D_{2}^{8}}   | 11s      | {\displaystyle \left({\tfrac {a+b+c}{2}}/c:a:b\right):2:2} |           |
| 24     | 222                                                           | I212121   | I 21 21 21        | {\displaystyle D_{2}^{9}}   | 6a       | {\displaystyle \left({\tfrac {a+b+c}{2}}/c:a:b\right):2:2_{1}} |           |
| 25     | mm2                                                           | Pmm2      | P m m 2           | {\displaystyle C_{2v}^{1}}  | 13s      | {\displaystyle (c:a:b):m\cdot 2} |           |
| 26     | mm2                                                           | Pmc21     | P m c 21          | {\displaystyle C_{2v}^{2}}  | 9a       | {\displaystyle (c:a:b):{\tilde {c}}\cdot 2_{1}} |           |
| 27     | mm2                                                           | Pcc2      | P c c 2           | {\displaystyle C_{2v}^{3}}  | 5h       | {\displaystyle (c:a:b):{\tilde {c}}\cdot 2} |           |
| 28     | mm2                                                           | Pma2      | P m a 2           | {\displaystyle C_{2v}^{4}}  | 6h       | {\displaystyle (c:a:b):{\tilde {a}}\cdot 2} |           |
| 29     | mm2                                                           | Pca21     | P c a 21          | {\displaystyle C_{2v}^{5}}  | 11a      | {\displaystyle (c:a:b):{\tilde {a}}\cdot 2_{1}} |           |
| 30     | mm2                                                           | Pnc2      | P n c 2           | {\displaystyle C_{2v}^{6}}  | 7h       | {\displaystyle (c:a:b):{\tilde {c}}\odot 2} |           |
| 31     | mm2                                                           | Pmn21     | P m n 21          | {\displaystyle C_{2v}^{7}}  | 10a      | {\displaystyle (c:a:b):{\widetilde {ac}}\cdot 2_{1}} |           |
| 32     | mm2                                                           | Pba2      | P b a 2           | {\displaystyle C_{2v}^{8}}  | 9h       | {\displaystyle (c:a:b):{\tilde {a}}\odot 2} |           |
| 33     | mm2                                                           | Pna21     | P n a 21          | {\displaystyle C_{2v}^{9}}  | 12a      | {\displaystyle (c:a:b):{\tilde {a}}\odot 2_{1}} |           |
| 34     | mm2                                                           | Pnn2      | P n n 2           | {\displaystyle C_{2v}^{10}} | 8h       | {\displaystyle (c:a:b):{\widetilde {ac}}\odot 2} |           |
| 35     | mm2                                                           | Cmm2      | C m m 2           | {\displaystyle C_{2v}^{11}} | 14s      | {\displaystyle \left({\tfrac {a+b}{2}}:c:a:b\right):m\cdot 2} |           |
| 36     | mm2                                                           | Cmc21     | C m c 21          | {\displaystyle C_{2v}^{12}} | 13a      | {\displaystyle \left({\tfrac {a+b}{2}}:c:a:b\right):{\tilde {c}}\cdot 2_{1}}                                                                                           |           |
| 37     | mm2                                                           | Ccc2      | C c c 2           | {\displaystyle C_{2v}^{13}} | 10h      | {\displaystyle \left({\tfrac {a+b}{2}}:c:a:b\right):{\tilde {c}}\cdot 2}                                                                                               |           |
| 38     | mm2                                                           | Amm2      | A m m 2           | {\displaystyle C_{2v}^{14}} | 15s      | {\displaystyle \left({\tfrac {b+c}{2}}/c:a:b\right):m\cdot 2} |           |
| 39     | mm2                                                           | Aem2      | A b m 2           | {\displaystyle C_{2v}^{15}} | 11h      | {\displaystyle \left({\tfrac {b+c}{2}}/c:a:b\right):m\cdot 2_{1}} |           |
| 40     | mm2                                                           | Ama2      | A m a 2           | {\displaystyle C_{2v}^{16}} | 12h      | {\displaystyle \left({\tfrac {b+c}{2}}/c:a:b\right):{\tilde {a}}\cdot 2}                                                                                               |           |
| 41     | mm2                                                           | Aea2      | A b a 2           | {\displaystyle C_{2v}^{17}} | 13h      | {\displaystyle \left({\tfrac {b+c}{2}}/c:a:b\right):{\tilde {a}}\cdot 2_{1}}                                                                                           |           |
| 42     | mm2                                                           | Fmm2      | F m m 2           | {\displaystyle C_{2v}^{18}} | 17s      | {\displaystyle \left({\tfrac {a+c}{2}}/{\tfrac {b+c}{2}}/{\tfrac {a+b}{2}}:c:a:b\right):m\cdot 2}                                                                      |           |
| 43     | mm2                                                           | Fdd2      | F dd2             | {\displaystyle C_{2v}^{19}} | 16h      | {\displaystyle \left({\tfrac {a+c}{2}}/{\tfrac {b+c}{2}}/{\tfrac {a+b}{2}}:c:a:b\right):{\tfrac {1}{2}}{\widetilde {ac}}\odot 2}                                       |           |
| 44     | mm2                                                           | Imm2      | I m m 2           | {\displaystyle C_{2v}^{20}} | 16s      | {\displaystyle \left({\tfrac {a+b+c}{2}}/c:a:b\right):m\cdot 2} |           |
| 45     | mm2                                                           | Iba2      | I b a 2           | {\displaystyle C_{2v}^{21}} | 15h      | {\displaystyle \left({\tfrac {a+b+c}{2}}/c:a:b\right):{\tilde {c}}\cdot 2}                                                                                             |           |
| 46     | mm2                                                           | Ima2      | I m a 2           | {\displaystyle C_{2v}^{22}} | 14h      | {\displaystyle \left({\tfrac {a+b+c}{2}}/c:a:b\right):{\tilde {a}}\cdot 2}                                                                                             |           |
| 47     | {\displaystyle {\tfrac {2}{m}}{\tfrac {2}{m}}{\tfrac {2}{m}}} | Pmmm      | P 2/m 2/m 2/m     | {\displaystyle D_{2h}^{1}}  | 18s      | {\displaystyle \left(c:a:b\right)\cdot m:2\cdot m} |           |
| 48     | {\displaystyle {\tfrac {2}{m}}{\tfrac {2}{m}}{\tfrac {2}{m}}} | Pnnn      | P 2/n 2/n 2/n     | {\displaystyle D_{2h}^{2}}  | 19h      | {\displaystyle \left(c:a:b\right)\cdot {\widetilde {ab}}:2\odot {\widetilde {ac}}}                                                                                     |           |
| 49     | {\displaystyle {\tfrac {2}{m}}{\tfrac {2}{m}}{\tfrac {2}{m}}} | Pccm      | P 2/c 2/c 2/m     | {\displaystyle D_{2h}^{3}}  | 17h      | {\displaystyle \left(c:a:b\right)\cdot m:2\cdot {\tilde {c}}} |           |
| 50     | {\displaystyle {\tfrac {2}{m}}{\tfrac {2}{m}}{\tfrac {2}{m}}} | Pban      | P 2/b 2/a 2/n     | {\displaystyle D_{2h}^{4}}  | 18h      | {\displaystyle \left(c:a:b\right)\cdot {\widetilde {ab}}:2\odot {\tilde {a}}}                                                                                          |           |
| 51     | {\displaystyle {\tfrac {2}{m}}{\tfrac {2}{m}}{\tfrac {2}{m}}} | Pmma      | P 21/m 2/m 2/a    | {\displaystyle D_{2h}^{5}}  | 14a      | {\displaystyle \left(c:a:b\right)\cdot {\tilde {a}}:2\cdot m} |           |
| 52     | {\displaystyle {\tfrac {2}{m}}{\tfrac {2}{m}}{\tfrac {2}{m}}} | Pnna      | P 2/n 21/n 2/a    | {\displaystyle D_{2h}^{6}}  | 17a      | {\displaystyle \left(c:a:b\right)\cdot {\tilde {a}}:2\odot {\widetilde {ac}}}                                                                                          |           |
| 53     | {\displaystyle {\tfrac {2}{m}}{\tfrac {2}{m}}{\tfrac {2}{m}}} | Pmna      | P 2/m 2/n 21/a    | {\displaystyle D_{2h}^{7}}  | 15a      | {\displaystyle \left(c:a:b\right)\cdot {\tilde {a}}:2_{1}\cdot {\widetilde {ac}}}                                                                                      |           |
| 54     | {\displaystyle {\tfrac {2}{m}}{\tfrac {2}{m}}{\tfrac {2}{m}}} | Pcca      | P 21/c 2/c 2/a    | {\displaystyle D_{2h}^{8}}  | 16a      | {\displaystyle \left(c:a:b\right)\cdot {\tilde {a}}:2\cdot {\tilde {c}}}                                                                                               |           |
| 55     | {\displaystyle {\tfrac {2}{m}}{\tfrac {2}{m}}{\tfrac {2}{m}}} | Pbam      | P 21/b 21/a 2/m   | {\displaystyle D_{2h}^{9}}  | 22a      | {\displaystyle \left(c:a:b\right)\cdot m:2\odot {\tilde {a}}} |           |
| 56     | {\displaystyle {\tfrac {2}{m}}{\tfrac {2}{m}}{\tfrac {2}{m}}} | Pccn      | P 21/c 21/c 2/n   | {\displaystyle D_{2h}^{10}} | 27a      | {\displaystyle \left(c:a:b\right)\cdot {\widetilde {ab}}:2\cdot {\tilde {c}}}                                                                                          |           |
| 57     | {\displaystyle {\tfrac {2}{m}}{\tfrac {2}{m}}{\tfrac {2}{m}}} | Pbcm      | P 2/b 21/c 21/m   | {\displaystyle D_{2h}^{11}} | 23a      | {\displaystyle \left(c:a:b\right)\cdot m:2_{1}\odot {\tilde {c}}} |           |
| 58     | {\displaystyle {\tfrac {2}{m}}{\tfrac {2}{m}}{\tfrac {2}{m}}} | Pnnm      | P 21/n 21/n 2/m   | {\displaystyle D_{2h}^{12}} | 25a      | {\displaystyle \left(c:a:b\right)\cdot m:2\odot {\widetilde {ac}}} |           |
| 59     | {\displaystyle {\tfrac {2}{m}}{\tfrac {2}{m}}{\tfrac {2}{m}}} | Pmmn      | P 21/m 21/m 2/n   | {\displaystyle D_{2h}^{13}} | 24a      | {\displaystyle \left(c:a:b\right)\cdot {\widetilde {ab}}:2\cdot m} |           |
| 60     | {\displaystyle {\tfrac {2}{m}}{\tfrac {2}{m}}{\tfrac {2}{m}}} | Pbcn      | P 21/b 2/c 21/n   | {\displaystyle D_{2h}^{14}} | 26a      | {\displaystyle \left(c:a:b\right)\cdot {\widetilde {ab}}:2_{1}\odot {\tilde {c}}}                                                                                      |           |
| 61     | {\displaystyle {\tfrac {2}{m}}{\tfrac {2}{m}}{\tfrac {2}{m}}} | Pbca      | P 21/b 21/c 21/a  | {\displaystyle D_{2h}^{15}} | 29a      | {\displaystyle \left(c:a:b\right)\cdot {\tilde {a}}:2_{1}\odot {\tilde {c}}}                                                                                           |           |
| 62     | {\displaystyle {\tfrac {2}{m}}{\tfrac {2}{m}}{\tfrac {2}{m}}} | Pnma      | P 21/n 21/m 21/a  | {\displaystyle D_{2h}^{16}} | 28a      | {\displaystyle \left(c:a:b\right)\cdot {\tilde {a}}:2_{1}\odot m} |           |
| 63     | {\displaystyle {\tfrac {2}{m}}{\tfrac {2}{m}}{\tfrac {2}{m}}} | Cmcm      | C 2/m 2/c 21/m    | {\displaystyle D_{2h}^{17}} | 18a      | {\displaystyle \left({\tfrac {a+b}{2}}:c:a:b\right)\cdot m:2_{1}\cdot {\tilde {c}}}                                                                                    |           |
| 64     | {\displaystyle {\tfrac {2}{m}}{\tfrac {2}{m}}{\tfrac {2}{m}}} | Cmca      | C 2/m 2/c 21/a    | {\displaystyle D_{2h}^{18}} | 19a      | {\displaystyle \left({\tfrac {a+b}{2}}:c:a:b\right)\cdot {\tilde {a}}:2_{1}\cdot {\tilde {c}}}                                                                         |           |
| 65     | {\displaystyle {\tfrac {2}{m}}{\tfrac {2}{m}}{\tfrac {2}{m}}} | Cmmm      | C 2/m 2/m 2/m     | {\displaystyle D_{2h}^{19}} | 19s      | {\displaystyle \left({\tfrac {a+b}{2}}:c:a:b\right)\cdot m:2\cdot m}                                                                                                   |           |
| 66     | {\displaystyle {\tfrac {2}{m}}{\tfrac {2}{m}}{\tfrac {2}{m}}} | Cccm      | C 2/c 2/c 2/m     | {\displaystyle D_{2h}^{20}} | 20h      | {\displaystyle \left({\tfrac {a+b}{2}}:c:a:b\right)\cdot m:2\cdot {\tilde {c}}}                                                                                        |           |
| 67     | {\displaystyle {\tfrac {2}{m}}{\tfrac {2}{m}}{\tfrac {2}{m}}} | Cmme      | C 2/m 2/m 2/e     | {\displaystyle D_{2h}^{21}} | 21h      | {\displaystyle \left({\tfrac {a+b}{2}}:c:a:b\right)\cdot {\tilde {a}}:2\cdot m}                                                                                        |           |
| 68     | {\displaystyle {\tfrac {2}{m}}{\tfrac {2}{m}}{\tfrac {2}{m}}} | Ccce      | C 2/c 2/c 2/e     | {\displaystyle D_{2h}^{22}} | 22h      | {\displaystyle \left({\tfrac {a+b}{2}}:c:a:b\right)\cdot {\tilde {a}}:2\cdot {\tilde {c}}}                                                                             |           |
| 69     | {\displaystyle {\tfrac {2}{m}}{\tfrac {2}{m}}{\tfrac {2}{m}}} | Fmmm      | F 2/m 2/m 2/m     | {\displaystyle D_{2h}^{23}} | 21s      | {\displaystyle \left({\tfrac {a+c}{2}}/{\tfrac {b+c}{2}}/{\tfrac {a+b}{2}}:c:a:b\right)\cdot m:2\cdot m}                                                               |           |
| 70     | {\displaystyle {\tfrac {2}{m}}{\tfrac {2}{m}}{\tfrac {2}{m}}} | Fddd      | F 2/d 2/d 2/d     | {\displaystyle D_{2h}^{24}} | 24h      | {\displaystyle \left({\tfrac {a+c}{2}}/{\tfrac {b+c}{2}}/{\tfrac {a+b}{2}}:c:a:b\right)\cdot {\tfrac {1}{2}}{\widetilde {ab}}:2\odot {\tfrac {1}{2}}{\widetilde {ac}}} |           |
| 71     | {\displaystyle {\tfrac {2}{m}}{\tfrac {2}{m}}{\tfrac {2}{m}}} | Immm      | I 2/m 2/m 2/m     | {\displaystyle D_{2h}^{25}} | 20s      | {\displaystyle \left({\tfrac {a+b+c}{2}}/c:a:b\right)\cdot m:2\cdot m}                                                                                                 |           |
| 72     | {\displaystyle {\tfrac {2}{m}}{\tfrac {2}{m}}{\tfrac {2}{m}}} | Ibam      | I 2/b 2/a 2/m     | {\displaystyle D_{2h}^{26}} | 23h      | {\displaystyle \left({\tfrac {a+b+c}{2}}/c:a:b\right)\cdot m:2\cdot {\tilde {c}}}                                                                                      |           |
| 73     | {\displaystyle {\tfrac {2}{m}}{\tfrac {2}{m}}{\tfrac {2}{m}}} | Ibca      | I 2/b 2/c 2/a     | {\displaystyle D_{2h}^{27}} | 21a      | {\displaystyle \left({\tfrac {a+b+c}{2}}/c:a:b\right)\cdot {\tilde {a}}:2\cdot {\tilde {c}}}                                                                           |           |
| 74     | {\displaystyle {\tfrac {2}{m}}{\tfrac {2}{m}}{\tfrac {2}{m}}} | Imma      | I 2/m 2/m 2/a     | {\displaystyle D_{2h}^{28}} | 20a      | {\displaystyle \left({\tfrac {a+b+c}{2}}/c:a:b\right)\cdot {\tilde {a}}:2\cdot m}                                                                                      |           |

## Tetragonala rymdgrupper
| Nummer | Punktgrupp  | Kort namn | Fullständigt namn | Schoenflies                 | Fjodorov | Shubnikov                                                                                                  | Fibrifold |
| ------ | ----------- | --------- | ----------------- | --------------------------- | -------- | --- | --------- |
| 75     | 4           | P4        | P 4               | {\displaystyle C_{4}^{1}}   | 22s      | {\displaystyle (c:a:a):4}                                                                                  |           |
| 76     | 4           | P41       | P 41              | {\displaystyle C_{4}^{2}}   | 30a      | {\displaystyle (c:a:a):4_{1}}                                                                              |           |
| 77     | 4           | P42       | P 42              | {\displaystyle C_{4}^{3}}   | 33a      | {\displaystyle (c:a:a):4_{2}}                                                                              |           |
| 78     | 4           | P43       | P 43              | {\displaystyle C_{4}^{4}}   | 31a      | {\displaystyle (c:a:a):4_{3}}                                                                              |           |
| 79     | 4           | I4        | I 4               | {\displaystyle C_{4}^{5}}   | 23s      | {\displaystyle \left({\tfrac {a+b+c}{2}}/c:a:a\right):4}                                                   |           |
| 80     | 4           | I41       | I 41              | {\displaystyle C_{4}^{6}}   | 32a      | {\displaystyle \left({\tfrac {a+b+c}{2}}/c:a:a\right):4_{1}}                                               |           |
| 81     | 4           | P4        | P 4               | {\displaystyle S_{4}^{1}}   | 26s      | {\displaystyle (c:a:a):{\tilde {4}}}                                                                       |           |
| 82     | 4           | I4        | I 4               | {\displaystyle S_{4}^{2}}   | 27s      | {\displaystyle \left({\tfrac {a+b+c}{2}}/c:a:a\right):{\tilde {4}}}                                        |           |
| 83     | 4/m         | P4/m      | P 4/m             | {\displaystyle C_{4h}^{1}}  | 28s      | {\displaystyle (c:a:a)\cdot m:4}                                                                           |           |
| 84     | 4/m         | P42/m     | P 42/m            | {\displaystyle C_{4h}^{2}}  | 41a      | {\displaystyle (c:a:a)\cdot m:4_{2}}                                                                       |           |
| 85     | 4/m         | P4/n      | P 4/n             | {\displaystyle C_{4h}^{3}}  | 29h      | {\displaystyle (c:a:a)\cdot {\widetilde {ab}}:4}                                                           |           |
| 86     | 4/m         | P42/n     | P 42/n            | {\displaystyle C_{4h}^{4}}  | 42a      | {\displaystyle (c:a:a)\cdot {\widetilde {ab}}:4_{2}}                                                       |           |
| 87     | 4/m         | I4/m      | I 4/m             | {\displaystyle C_{4h}^{5}}  | 29s      | {\displaystyle \left({\tfrac {a+b+c}{2}}/c:a:a\right)\cdot m:4}                                            |           |
| 88     | 4/m         | I41/a     | I 41/a            | {\displaystyle C_{4h}^{6}}  | 40a      | {\displaystyle \left({\tfrac {a+b+c}{2}}/c:a:a\right)\cdot {\tilde {a}}:4_{1}}                             |           |
| 89     | 422         | P422      | P 4 2 2           | {\displaystyle D_{4}^{1}}   | 30s      | {\displaystyle (c:a:a):4:2}                                                                                |           |
| 90     | 422         | P4212     | P4212             | {\displaystyle D_{4}^{2}}   | 43a      | {\displaystyle (c:a:a):4} {\displaystyle 2_{1}}                                                            |           |
| 91     | 422         | P4122     | P 41 2 2          | {\displaystyle D_{4}^{3}}   | 44a      | {\displaystyle (c:a:a):4_{1}:2}                                                                            |           |
| 92     | 422         | P41212    | P 41 21 2         | {\displaystyle D_{4}^{4}}   | 48a      | {\displaystyle (c:a:a):4_{1}} {\displaystyle 2_{1}}                                                        |           |
| 93     | 422         | P4222     | P 42 2 2          | {\displaystyle D_{4}^{5}}   | 47a      | {\displaystyle (c:a:a):4_{2}:2}                                                                            |           |
| 94     | 422         | P4212     | P 42 21 2         | {\displaystyle D_{4}^{6}}   | 50a      | {\displaystyle (c:a:a):4_{2}} {\displaystyle 2_{1}}                                                        |           |
| 95     | 422         | P4322     | P 43 2 2          | {\displaystyle D_{4}^{7}}   | 45a      | {\displaystyle (c:a:a):4_{3}:2}                                                                            |           |
| 96     | 422         | P43212    | P 43 21 2         | {\displaystyle D_{4}^{8}}   | 49a      | {\displaystyle (c:a:a):4_{3}} {\displaystyle 2_{1}}                                                        |           |
| 97     | 422         | I422      | I 4 2 2           | {\displaystyle D_{4}^{9}}   | 31s      | {\displaystyle \left({\tfrac {a+b+c}{2}}/c:a:a\right):4:2}                                                 |           |
| 98     | 422         | I4122     | I 41 2 2          | {\displaystyle D_{4}^{10}}  | 46a      | {\displaystyle \left({\tfrac {a+b+c}{2}}/c:a:a\right):4:2_{1}}                                             |           |
| 99     | 4mm         | P4mm      | P 4 m m           | {\displaystyle C_{4v}^{1}}  | 24s      | {\displaystyle (c:a:a):4\cdot m}                                                                           |           |
| 100    | 4mm         | P4bm      | P 4 b m           | {\displaystyle C_{4v}^{2}}  | 26h      | {\displaystyle (c:a:a):4\odot {\tilde {a}}}                                                                |           |
| 101    | 4mm         | P42cm     | P 42 c m          | {\displaystyle C_{4v}^{3}}  | 37a      | {\displaystyle (c:a:a):4_{2}\cdot {\tilde {c}}}                                                            |           |
| 102    | 4mm         | P42nm     | P 42 n m          | {\displaystyle C_{4v}^{4}}  | 38a      | {\displaystyle (c:a:a):4_{2}\odot {\widetilde {ac}}}                                                       |           |
| 103    | 4mm         | P4cc      | P 4 c c           | {\displaystyle C_{4v}^{5}}  | 25h      | {\displaystyle (c:a:a):4\cdot {\tilde {c}}}                                                                |           |
| 104    | 4mm         | P4nc      | P 4 n c           | {\displaystyle C_{4v}^{6}}  | 27h      | {\displaystyle (c:a:a):4\odot {\widetilde {ac}}}                                                           |           |
| 105    | 4mm         | P42mc     | P 42 m c          | {\displaystyle C_{4v}^{7}}  | 36a      | {\displaystyle (c:a:a):4_{2}\cdot m}                                                                       |           |
| 106    | 4mm         | P42bc     | P 42 b c          | {\displaystyle C_{4v}^{8}}  | 39a      | {\displaystyle (c:a:a):4\odot {\tilde {a}}}                                                                |           |
| 107    | 4mm         | I4mm      | I 4 m m           | {\displaystyle C_{4v}^{9}}  | 25s      | {\displaystyle \left({\tfrac {a+b+c}{2}}/c:a:a\right):4\cdot m}                                            |           |
| 108    | 4mm         | I4cm      | I 4 c m           | {\displaystyle C_{4v}^{10}} | 28h      | {\displaystyle \left({\tfrac {a+b+c}{2}}/c:a:a\right):4\cdot {\tilde {c}}}                                 |           |
| 109    | 4mm         | I41md     | I 41 m d          | {\displaystyle C_{4v}^{11}} | 34a      | {\displaystyle \left({\tfrac {a+b+c}{2}}/c:a:a\right):4_{1}\odot m}                                        |           |
| 110    | 4mm         | I41cd     | I 41 c d          | {\displaystyle C_{4v}^{12}} | 35a      | {\displaystyle \left({\tfrac {a+b+c}{2}}/c:a:a\right):4_{1}\odot {\tilde {c}}}                             |           |
| 111    | 42m         | P42m      | P 4 2 m           | {\displaystyle D_{2d}^{1}}  | 32s      | {\displaystyle (c:a:a):{\tilde {4}}:2}                                                                     |           |
| 112    | 42m         | P42c      | P 4 2 c           | {\displaystyle D_{2d}^{2}}  | 30h      | {\displaystyle (c:a:a):{\tilde {4}}} {\displaystyle 2}                                                     |           |
| 113    | 42m         | P421m     | P 4 21 m          | {\displaystyle D_{2d}^{3}}  | 52a      | {\displaystyle (c:a:a):{\tilde {4}}\cdot {\widetilde {ab}}}                                                |           |
| 114    | 42m         | P421c     | P 4 21 c          | {\displaystyle D_{2d}^{4}}  | 53a      | {\displaystyle (c:a:a):{\tilde {4}}\cdot {\widetilde {abc}}}                                               |           |
| 115    | 42m         | P4m2      | P 4 m 2           | {\displaystyle D_{2d}^{5}}  | 33s      | {\displaystyle (c:a:a):{\tilde {4}}\cdot m}                                                                |           |
| 116    | 42m         | P4c2      | P 4 c 2           | {\displaystyle D_{2d}^{6}}  | 31h      | {\displaystyle (c:a:a):{\tilde {4}}\cdot {\tilde {c}}}                                                     |           |
| 117    | 42m         | P4b2      | P 4 b 2           | {\displaystyle D_{2d}^{7}}  | 32h      | {\displaystyle (c:a:a):{\tilde {4}}\odot {\tilde {a}}}                                                     |           |
| 118    | 42m         | P4n2      | P 4 n 2           | {\displaystyle D_{2d}^{8}}  | 33h      | {\displaystyle (c:a:a):{\tilde {4}}\cdot {\widetilde {ac}}}                                                |           |
| 119    | 42m         | I4m2      | I 4 m 2           | {\displaystyle D_{2d}^{9}}  | 35s      | {\displaystyle \left({\tfrac {a+b+c}{2}}/c:a:a\right):{\tilde {4}}\cdot m}                                 |           |
| 120    | 42m         | I4c2      | I 4 c 2           | {\displaystyle D_{2d}^{10}} | 34h      | {\displaystyle \left({\tfrac {a+b+c}{2}}/c:a:a\right):{\tilde {4}}\cdot {\tilde {c}}}                      |           |
| 121    | 42m         | I42m      | I 4 2 m           | {\displaystyle D_{2d}^{11}} | 34s      | {\displaystyle \left({\tfrac {a+b+c}{2}}/c:a:a\right):{\tilde {4}}:2}                                      |           |
| 122    | 42m         | I42d      | I 4 2 d           | {\displaystyle D_{2d}^{12}} | 51a      | {\displaystyle \left({\tfrac {a+b+c}{2}}/c:a:a\right):{\tilde {4}}\odot {\tfrac {1}{2}}{\widetilde {abc}}} |           |
| 123    | 4/m 2/m 2/m | P4/mmm    | P 4/m 2/m 2/m     | {\displaystyle D_{4h}^{1}}  | 36s      | {\displaystyle (c:a:a)\cdot m:4\cdot m}                                                                    |           |
| 124    | 4/m 2/m 2/m | P4/mcc    | P 4/m 2/c 2/c     | {\displaystyle D_{4h}^{2}}  | 35h      | {\displaystyle (c:a:a)\cdot m:4\cdot {\tilde {c}}}                                                         |           |
| 125    | 4/m 2/m 2/m | P4/nbm    | P 4/n 2/b 2/m     | {\displaystyle D_{4h}^{3}}  | 36h      | {\displaystyle (c:a:a)\cdot {\widetilde {ab}}:4\odot {\tilde {a}}}                                         |           |
| 126    | 4/m 2/m 2/m | P4/nnc    | P 4/n 2/n 2/c     | {\displaystyle D_{4h}^{4}}  | 37h      | {\displaystyle (c:a:a)\cdot {\widetilde {ab}}:4\odot {\widetilde {ac}}}                                    |           |
| 127    | 4/m 2/m 2/m | P4/mbm    | P 4/m 21/b 2/m    | {\displaystyle D_{4h}^{5}}  | 54a      | {\displaystyle (c:a:a)\cdot m:4\odot {\tilde {a}}}                                                         |           |
| 128    | 4/m 2/m 2/m | P4/mnc    | P 4/m 21/n 2/c    | {\displaystyle D_{4h}^{6}}  | 56a      | {\displaystyle (c:a:a)\cdot m:4\odot {\widetilde {ac}}}                                                    |           |
| 129    | 4/m 2/m 2/m | P4/nmm    | P 4/n 21/m 2/m    | {\displaystyle D_{4h}^{7}}  | 55a      | {\displaystyle (c:a:a)\cdot {\widetilde {ab}}:4\cdot m}                                                    |           |
| 130    | 4/m 2/m 2/m | P4/ncc    | P 4/n 21/c 2/c    | {\displaystyle D_{4h}^{8}}  | 57a      | {\displaystyle (c:a:a)\cdot {\widetilde {ab}}:4\cdot {\tilde {c}}}                                         |           |
| 131    | 4/m 2/m 2/m | P42/mmc   | P 42/m 2/m 2/c    | {\displaystyle D_{4h}^{9}}  | 60a      | {\displaystyle (c:a:a)\cdot m:4_{2}\cdot m}                                                                |           |
| 132    | 4/m 2/m 2/m | P42/mcm   | P 42/m 2/c 2/m    | {\displaystyle D_{4h}^{10}} | 61a      | {\displaystyle (c:a:a)\cdot m:4_{2}\cdot {\tilde {c}}}                                                     |           |
| 133    | 4/m 2/m 2/m | P42/nbc   | P 42/n 2/b 2/c    | {\displaystyle D_{4h}^{11}} | 63a      | {\displaystyle (c:a:a)\cdot {\widetilde {ab}}:4_{2}\odot {\tilde {a}}}                                     |           |
| 134    | 4/m 2/m 2/m | P42/nnm   | P 42/n 2/n 2/m    | {\displaystyle D_{4h}^{12}} | 62a      | {\displaystyle (c:a:a)\cdot {\widetilde {ab}}:4_{2}\odot {\widetilde {ac}}}                                |           |
| 135    | 4/m 2/m 2/m | P42/mbc   | P 42/m 21/b 2/c   | {\displaystyle D_{4h}^{13}} | 66a      | {\displaystyle (c:a:a)\cdot m:4_{2}\odot {\tilde {a}}}                                                     |           |
| 136    | 4/m 2/m 2/m | P42/mnm   | P 42/m 21/n 2/m   | {\displaystyle D_{4h}^{14}} | 65a      | {\displaystyle (c:a:a)\cdot m:4_{2}\odot {\widetilde {ac}}}                                                |           |
| 137    | 4/m 2/m 2/m | P42/nmc   | P 42/n 21/m 2/c   | {\displaystyle D_{4h}^{15}} | 67a      | {\displaystyle (c:a:a)\cdot {\widetilde {ab}}:4_{2}\cdot m}                                                |           |
| 138    | 4/m 2/m 2/m | P42/ncm   | P 42/n 21/c 2/m   | {\displaystyle D_{4h}^{16}} | 65a      | {\displaystyle (c:a:a)\cdot {\widetilde {ab}}:4_{2}\cdot {\tilde {c}}}                                     |           |
| 139    | 4/m 2/m 2/m | I4/mmm    | I 4/m 2/m 2/m     | {\displaystyle D_{4h}^{17}} | 37s      | {\displaystyle \left({\tfrac {a+b+c}{2}}/c:a:a\right)\cdot m:4\cdot m}                                     |           |
| 140    | 4/m 2/m 2/m | I4/mcm    | I 4/m 2/c 2/m     | {\displaystyle D_{4h}^{18}} | 38h      | {\displaystyle \left({\tfrac {a+b+c}{2}}/c:a:a\right)\cdot m:4\cdot {\tilde {c}}}                          |           |
| 141    | 4/m 2/m 2/m | I41/amd   | I 41/a 2/m 2/d    | {\displaystyle D_{4h}^{19}} | 59a      | {\displaystyle \left({\tfrac {a+b+c}{2}}/c:a:a\right)\cdot {\tilde {a}}:4_{1}\odot m}                      |           |
| 142    | 4/m 2/m 2/m | I41/acd   | I 41/a 2/c 2/d    | {\displaystyle D_{4h}^{20}} | 58a      | {\displaystyle \left({\tfrac {a+b+c}{2}}/c:a:a\right)\cdot {\tilde {a}}:4_{1}\odot {\tilde {c}}}           |           |

## Trigonala rymdgrupper
| Romboedrisk (R) | Hexagonal (P) |
| --------------- | ------------- |
|                 |               |

| Nummer | Punktgrupp | Kort namn | Fullständigt namn | Schoenflies                | Fjodorov | Shubnikov                                                     | Fibrifold |
| ------ | ---------- | --------- | ----------------- | -------------------------- | -------- | ------------------------------------------------------------- | --------- |
| 143    | 3          | P3        | P 3               | {\displaystyle C_{3}^{1}}  | 38s      | {\displaystyle (c:(a/a)):3}                                   |           |
| 144    | 3          | P31       | P 31              | {\displaystyle C_{3}^{2}}  | 68a      | {\displaystyle (c:(a/a)):3_{1}}                               |           |
| 145    | 3          | P32       | P 32              | {\displaystyle C_{3}^{3}}  | 69a      | {\displaystyle (c:(a/a)):3_{2}}                               |           |
| 146    | 3          | R3        | R 3               | {\displaystyle C_{3}^{4}}  | 39s      | {\displaystyle (a/a/a)/3}                                     |           |
| 147    | 3          | P3        | P 3               | {\displaystyle C_{3i}^{1}} | 51s      | {\displaystyle (c:(a/a)):{\tilde {6}}}                        |           |
| 148    | 3          | R3        | R 3               | {\displaystyle C_{3i}^{2}} | 52s      | {\displaystyle (a/a/a)/{\tilde {6}}}                          |           |
| 149    | 32         | P312      | P 3 1 2           | {\displaystyle D_{3}^{1}}  | 45s      | {\displaystyle (c:(a/a)):2:3}                                 |           |
| 150    | 32         | P321      | P 3 2 1           | {\displaystyle D_{3}^{2}}  | 44s      | {\displaystyle (c:(a/a))\cdot 2:3}                            |           |
| 151    | 32         | P3112     | P 31 1 2          | {\displaystyle D_{3}^{3}}  | 72a      | {\displaystyle (c:(a/a)):2:3_{1}}                             |           |
| 152    | 32         | P3121     | P 31 2 1          | {\displaystyle D_{3}^{4}}  | 70a      | {\displaystyle (c:(a/a))\cdot 2:3_{1}}                        |           |
| 153    | 32         | P3212     | P 32 1 2          | {\displaystyle D_{3}^{5}}  | 73a      | {\displaystyle (c:(a/a)):2:3_{2}}                             |           |
| 154    | 32         | P3221     | P 32 2 1          | {\displaystyle D_{3}^{6}}  | 71a      | {\displaystyle (c:(a/a))\cdot 2:3_{2}}                        |           |
| 155    | 32         | R32       | R 3 2             | {\displaystyle D_{3}^{7}}  | 46s      | {\displaystyle (a/a/a)/3:2}                                   |           |
| 156    | 3m         | P3m1      | P 3 m 1           | {\displaystyle C_{3v}^{1}} | 40s      | {\displaystyle (c:(a/a)):m\cdot 3}                            |           |
| 157    | 3m         | P31m      | P 3 1 m           | {\displaystyle C_{3v}^{2}} | 41s      | {\displaystyle (c:(a/a))\cdot m\cdot 3}                       |           |
| 158    | 3m         | P3c1      | P 3 c 1           | {\displaystyle C_{3v}^{3}} | 39h      | {\displaystyle (c:(a/a)):{\tilde {c}}:3}                      |           |
| 159    | 3m         | P31c      | P 3 1 c           | {\displaystyle C_{3v}^{4}} | 40h      | {\displaystyle (c:(a/a))\cdot {\tilde {c}}:3}                 |           |
| 160    | 3m         | R3m       | R 3 m             | {\displaystyle C_{3v}^{5}} | 42s      | {\displaystyle (a/a/a)/3\cdot m}                              |           |
| 161    | 3m         | R3c       | R 3 c             | {\displaystyle C_{3v}^{6}} | 41h      | {\displaystyle (a/a/a)/3\cdot {\tilde {c}}}                   |           |
| 162    | 3 2/m      | P31m      | P 3 1 2/m         | {\displaystyle D_{3d}^{1}} | 56s      | {\displaystyle (c:(a/a))\cdot m\cdot {\tilde {6}}}            |           |
| 163    | 3 2/m      | P31c      | P 3 1 2/c         | {\displaystyle D_{3d}^{2}} | 46h      | {\displaystyle (c:(a/a))\cdot {\tilde {c}}\cdot {\tilde {6}}} |           |
| 164    | 3 2/m      | P3m1      | P 3 2/m 1         | {\displaystyle D_{3d}^{3}} | 55s      | {\displaystyle (c:(a/a)):m\cdot {\tilde {6}}}                 |           |
| 165    | 3 2/m      | P3c1      | P 3 2/c 1         | {\displaystyle D_{3d}^{4}} | 45h      | {\displaystyle (c:(a/a)):{\tilde {c}}\cdot {\tilde {6}}}      |           |
| 166    | 3 2/m      | R3m       | R 3 2/m           | {\displaystyle D_{3d}^{5}} | 57s      | {\displaystyle (a/a/a)/{\tilde {6}}\cdot m}                   |           |
| 167    | 3 2/m      | R3c       | R 3 2/c           | {\displaystyle D_{3d}^{6}} | 47h      | {\displaystyle (a/a/a)/{\tilde {6}}\cdot {\tilde {c}}}        |           |

## Hexagonala rymdgrupper

Hexagonal gittercell
(P)

| Nummer | Punktgrupp  | Kort namn | Fullständigt namn | Schoenflies                | Fjodorov | Shubnikov                                                | Fibrifold |
| ------ | ----------- | --------- | ----------------- | -------------------------- | -------- | -------------------------------------------------------- | --------- |
| 168    | 6           | P6        | P 6               | {\displaystyle C_{6}^{1}}  | 49s      | {\displaystyle (c:(a/a)):6}                              |           |
| 169    | 6           | P61       | P 61              | {\displaystyle C_{6}^{2}}  | 74a      | {\displaystyle (c:(a/a)):6_{1}}                          |           |
| 170    | 6           | P65       | P 65              | {\displaystyle C_{6}^{3}}  | 75a      | {\displaystyle (c:(a/a)):6_{5}}                          |           |
| 171    | 6           | P62       | P 62              | {\displaystyle C_{6}^{4}}  | 76a      | {\displaystyle (c:(a/a)):6_{2}}                          |           |
| 172    | 6           | P64       | P 64              | {\displaystyle C_{6}^{5}}  | 77a      | {\displaystyle (c:(a/a)):6_{4}}                          |           |
| 173    | 6           | P63       | P 63              | {\displaystyle C_{6}^{6}}  | 78a      | {\displaystyle (c:(a/a)):6_{3}}                          |           |
| 174    | 6           | P6        | P 6               | {\displaystyle C_{3h}^{1}} | 43s      | {\displaystyle (c:(a/a)):3:m}                            |           |
| 175    | 6/m         | P6/m      | P 6/m             | {\displaystyle C_{6h}^{1}} | 53s      | {\displaystyle (c:(a/a))\cdot m:6}                       |           |
| 176    | 6/m         | P63/m     | P 63/m            | {\displaystyle C_{6h}^{2}} | 81a      | {\displaystyle (c:(a/a))\cdot m:6_{3}}                   |           |
| 177    | 622         | P622      | P 6 2 2           | {\displaystyle D_{6}^{1}}  | 54s      | {\displaystyle (c:(a/a))\cdot 2:6}                       |           |
| 178    | 622         | P6122     | P 61 2 2          | {\displaystyle D_{6}^{2}}  | 82a      | {\displaystyle (c:(a/a))\cdot 2:6_{1}}                   |           |
| 179    | 622         | P6522     | P 65 2 2          | {\displaystyle D_{6}^{3}}  | 83a      | {\displaystyle (c:(a/a))\cdot 2:6_{5}}                   |           |
| 180    | 622         | P6222     | P 62 2 2          | {\displaystyle D_{6}^{4}}  | 84a      | {\displaystyle (c:(a/a))\cdot 2:6_{2}}                   |           |
| 181    | 622         | P6422     | P 64 2 2          | {\displaystyle D_{6}^{5}}  | 85a      | {\displaystyle (c:(a/a))\cdot 2:6_{4}}                   |           |
| 182    | 622         | P6322     | P 63 2 2          | {\displaystyle D_{6}^{6}}  | 86a      | {\displaystyle (c:(a/a))\cdot 2:6_{3}}                   |           |
| 183    | 6mm         | P6mm      | P 6 m m           | {\displaystyle C_{6v}^{1}} | 50s      | {\displaystyle (c:(a/a)):m\cdot 6}                       |           |
| 184    | 6mm         | P6cc      | P 6 c c           | {\displaystyle C_{6v}^{2}} | 44h      | {\displaystyle (c:(a/a)):{\tilde {c}}\cdot 6}            |           |
| 185    | 6mm         | P63cm     | P 63 c m          | {\displaystyle C_{6v}^{3}} | 80a      | {\displaystyle (c:(a/a)):{\tilde {c}}\cdot 6_{3}}        |           |
| 186    | 6mm         | P63mc     | P 63 m c          | {\displaystyle C_{6v}^{4}} | 79a      | {\displaystyle (c:(a/a)):m\cdot 6_{3}}                   |           |
| 187    | 6m2         | P6m2      | P 6 m 2           | {\displaystyle D_{3h}^{1}} | 48s      | {\displaystyle (c:(a/a)):m\cdot 3:m}                     |           |
| 188    | 6m2         | P6c2      | P 6 c 2           | {\displaystyle D_{3h}^{2}} | 43h      | {\displaystyle (c:(a/a)):{\tilde {c}}\cdot 3:m}          |           |
| 189    | 6m2         | P62m      | P 6 2 m           | {\displaystyle D_{3h}^{3}} | 47s      | {\displaystyle (c:(a/a))\cdot m:3\cdot m}                |           |
| 190    | 6m2         | P62c      | P 6 2 c           | {\displaystyle D_{3h}^{4}} | 42h      | {\displaystyle (c:(a/a))\cdot m:3\cdot {\tilde {c}}}     |           |
| 191    | 6/m 2/m 2/m | P6/mmm    | P 6/m 2/m 2/m     | {\displaystyle D_{6h}^{1}} | 58s      | {\displaystyle (c:(a/a))\cdot m:6\cdot m}                |           |
| 192    | 6/m 2/m 2/m | P6/mcc    | P 6/m 2/c 2/c     | {\displaystyle D_{6h}^{2}} | 48h      | {\displaystyle (c:(a/a))\cdot m:6\cdot {\tilde {c}}}     |           |
| 193    | 6/m 2/m 2/m | P63/mcm   | P 63/m 2/c 2/m    | {\displaystyle D_{6h}^{3}} | 87a      | {\displaystyle (c:(a/a))\cdot m:6_{3}\cdot {\tilde {c}}} |           |
| 194    | 6/m 2/m 2/m | P63/mmc   | P 63/m 2/m 2/c    | {\displaystyle D_{6h}^{4}} | 88a      | {\displaystyle (c:(a/a))\cdot m:6_{3}\cdot m}            |           |

## Kubiska rymdgrupper
| Nummer | Punktgrupp | Kort namn | Fullständigt namn | Schoenflies                | Fjodorov | Shubnikov | Fibrifold |
| ------ | ---------- | --------- | ----------------- | -------------------------- | -------- | --- | --------- |
| 195    | 23         | P23       | P 2 3             | {\displaystyle T^{1}}      | 59s      | {\displaystyle \left(a:a:a\right):2/3} | 2o        |
| 196    | 23         | F23       | F 2 3             | {\displaystyle T^{2}}      | 61s      | {\displaystyle \left({\tfrac {a+c}{2}}/{\tfrac {b+c}{2}}/{\tfrac {a+b}{2}}:a:a:a\right):2/3}                                                | 1o        |
| 197    | 23         | I23       | I 2 3             | {\displaystyle T^{3}}      | 60s      | {\displaystyle \left({\tfrac {a+b+c}{2}}/a:a:a\right):2/3}                                                                                  | 4oo       |
| 198    | 23         | P213      | P 21 3            | {\displaystyle T^{4}}      | 89a      | {\displaystyle \left(a:a:a\right):2_{1}/3}                                                                                                  | 1o/4      |
| 199    | 23         | I213      | I 21 3            | {\displaystyle T^{5}}      | 90a      | {\displaystyle \left({\tfrac {a+b+c}{2}}/a:a:a\right):2_{1}/3}                                                                              | 2o/4      |
| 200    | 2/m 3      | Pm3       | P 2/m 3           | {\displaystyle T_{h}^{1}}  | 62s      | {\displaystyle \left(a:a:a\right)\cdot m/{\tilde {6}}}                                                                                      | 4−        |
| 201    | 2/m 3      | Pn3       | P 2/n 3           | {\displaystyle T_{h}^{2}}  | 49h      | {\displaystyle \left(a:a:a\right)\cdot {\widetilde {ab}}/{\tilde {6}}}                                                                      | 4+o       |
| 202    | 2/m 3      | Fm3       | F 2/m 3           | {\displaystyle T_{h}^{3}}  | 64s      | {\displaystyle \left({\tfrac {a+c}{2}}/{\tfrac {b+c}{2}}/{\tfrac {a+b}{2}}:a:a:a\right)\cdot m/{\tilde {6}}}                                | 2−        |
| 203    | 2/m 3      | Fd3       | F 2/d 3           | {\displaystyle T_{h}^{4}}  | 50h      | {\displaystyle \left({\tfrac {a+c}{2}}/{\tfrac {b+c}{2}}/{\tfrac {a+b}{2}}:a:a:a\right)\cdot {\tfrac {1}{2}}{\widetilde {ab}}/{\tilde {6}}} | 2+o       |
| 204    | 2/m 3      | Im3       | I 2/m 3           | {\displaystyle T_{h}^{5}}  | 63s      | {\displaystyle \left({\tfrac {a+b+c}{2}}/a:a:a\right)\cdot m/{\tilde {6}}}                                                                  | 8−o       |
| 205    | 2/m 3      | Pa3       | P 21/a 3          | {\displaystyle T_{h}^{6}}  | 91a      | {\displaystyle \left(a:a:a\right)\cdot {\tilde {a}}/{\tilde {6}}}                                                                           | 2−/4      |
| 206    | 2/m 3      | Ia3       | I 21/a 3          | {\displaystyle T_{h}^{7}}  | 92a      | {\displaystyle \left({\tfrac {a+b+c}{2}}/a:a:a\right)\cdot {\tilde {a}}/{\tilde {6}}}                                                       | 4−/4      |
| 207    | 432        | P432      | P 4 3 2           | {\displaystyle O^{1}}      | 68s      | {\displaystyle \left(a:a:a\right):4/3} | 4−o       |
| 208    | 432        | P4232     | P 42 3 2          | {\displaystyle O^{2}}      | 98a      | {\displaystyle \left(a:a:a\right):4_{2}//3}                                                                                                 | 4+        |
| 209    | 432        | F432      | F 4 3 2           | {\displaystyle O^{3}}      | 70s      | {\displaystyle \left({\tfrac {a+c}{2}}/{\tfrac {b+c}{2}}/{\tfrac {a+b}{2}}:a:a:a\right):4/3}                                                | 2−o       |
| 210    | 432        | F4132     | F 41 3 2          | {\displaystyle O^{4}}      | 97a      | {\displaystyle \left({\tfrac {a+c}{2}}/{\tfrac {b+c}{2}}/{\tfrac {a+b}{2}}:a:a:a\right):4_{1}//3}                                           | 2+        |
| 211    | 432        | I432      | I 4 3 2           | {\displaystyle O^{5}}      | 69s      | {\displaystyle \left({\tfrac {a+b+c}{2}}/a:a:a\right):4/3}                                                                                  | 8+o       |
| 212    | 432        | P4332     | P 43 3 2          | {\displaystyle O^{6}}      | 94a      | {\displaystyle \left(a:a:a\right):4_{3}//3}                                                                                                 | 2+/4      |
| 213    | 432        | P4132     | P 41 3 2          | {\displaystyle O^{7}}      | 95a      | {\displaystyle \left(a:a:a\right):4_{1}//3}                                                                                                 | 2+/4      |
| 214    | 432        | I4132     | I 41 3 2          | {\displaystyle O^{8}}      | 96a      | {\displaystyle \left({\tfrac {a+b+c}{2}}/:a:a:a\right):4_{1}//3}                                                                            | 4+/4      |
| 215    | 43m        | P43m      | P 4 3 m           | {\displaystyle T_{d}^{1}}  | 65s      | {\displaystyle \left(a:a:a\right):{\tilde {4}}/3}                                                                                           | 2o:2      |
| 216    | 43m        | F43m      | F 4 3 m           | {\displaystyle T_{d}^{2}}  | 67s      | {\displaystyle \left({\tfrac {a+c}{2}}/{\tfrac {b+c}{2}}/{\tfrac {a+b}{2}}:a:a:a\right):{\tilde {4}}/3}                                     | 1o:2      |
| 217    | 43m        | I43m      | I 4 3 m           | {\displaystyle T_{d}^{3}}  | 66s      | {\displaystyle \left({\tfrac {a+b+c}{2}}/a:a:a\right):{\tilde {4}}/3}                                                                       | 4o:2      |
| 218    | 43m        | P43n      | P 4 3 n           | {\displaystyle T_{d}^{4}}  | 51h      | {\displaystyle \left(a:a:a\right):{\tilde {4}}//3}                                                                                          | 4o        |
| 219    | 43m        | F43c      | F 4 3 c           | {\displaystyle T_{d}^{5}}  | 52h      | {\displaystyle \left({\tfrac {a+c}{2}}/{\tfrac {b+c}{2}}/{\tfrac {a+b}{2}}:a:a:a\right):{\tilde {4}}//3}                                    | 2oo       |
| 220    | 43m        | I43d      | I 4 3 d           | {\displaystyle T_{d}^{6}}  | 93a      | {\displaystyle \left({\tfrac {a+b+c}{2}}/a:a:a\right):{\tilde {4}}//3}                                                                      | 4o/4      |
| 221    | 4/m 3 2/m  | Pm3m      | P 4/m 3 2/m       | {\displaystyle O_{h}^{1}}  | 71s      | {\displaystyle \left(a:a:a\right):4/{\tilde {6}}\cdot m}                                                                                    | 4−:2      |
| 222    | 4/m 3 2/m  | Pn3n      | P 4/n 3 2/n       | {\displaystyle O_{h}^{2}}  | 53h      | {\displaystyle \left(a:a:a\right):4/{\tilde {6}}\cdot {\widetilde {abc}}}                                                                   | 8oo       |
| 223    | 4/m 3 2/m  | Pm3n      | P 42/m 3 2/n      | {\displaystyle O_{h}^{3}}  | 102a     | {\displaystyle \left(a:a:a\right):4_{2}//{\tilde {6}}\cdot {\widetilde {abc}}}                                                              | 8o        |
| 224    | 4/m 3 2/m  | Pn3m      | P 42/n 3 2/m      | {\displaystyle O_{h}^{4}}  | 103a     | {\displaystyle \left(a:a:a\right):4_{2}//{\tilde {6}}\cdot m}                                                                               | 4+:2      |
| 225    | 4/m 3 2/m  | Fm3m      | F 4/m 3 2/m       | {\displaystyle O_{h}^{5}}  | 73s      | {\displaystyle \left({\tfrac {a+c}{2}}/{\tfrac {b+c}{2}}/{\tfrac {a+b}{2}}:a:a:a\right):4/{\tilde {6}}\cdot m}                              | 2−:2      |
| 226    | 4/m 3 2/m  | Fm3c      | F 4/m 3 2/c       | {\displaystyle O_{h}^{6}}  | 54h      | {\displaystyle \left({\tfrac {a+c}{2}}/{\tfrac {b+c}{2}}/{\tfrac {a+b}{2}}:a:a:a\right):4/{\tilde {6}}\cdot {\tilde {c}}}                   | 4−−       |
| 227    | 4/m 3 2/m  | Fd3m      | F 41/d 3 2/m      | {\displaystyle O_{h}^{7}}  | 100a     | {\displaystyle \left({\tfrac {a+c}{2}}/{\tfrac {b+c}{2}}/{\tfrac {a+b}{2}}:a:a:a\right):4_{1}//{\tilde {6}}\cdot m}                         | 2+:2      |
| 228    | 4/m 3 2/m  | Fd3c      | F 41/d 3 2/c      | {\displaystyle O_{h}^{8}}  | 101a     | {\displaystyle \left({\tfrac {a+c}{2}}/{\tfrac {b+c}{2}}/{\tfrac {a+b}{2}}:a:a:a\right):4_{1}//{\tilde {6}}\cdot {\tilde {c}}}              | 4++       |
| 229    | 4/m 3 2/m  | Im3m      | I 4/m 3 2/m       | {\displaystyle O_{h}^{9}}  | 72s      | {\displaystyle \left({\tfrac {a+b+c}{2}}/a:a:a\right):4/{\tilde {6}}\cdot m}                                                                | 8o:2      |
| 230    | 4/m 3 2/m  | Ia3d      | I 41/a 3 2/d      | {\displaystyle O_{h}^{10}} | 99a      | {\displaystyle \left({\tfrac {a+b+c}{2}}/a:a:a\right):4_{1}//{\tilde {6}}\cdot {\tfrac {1}{2}}{\widetilde {abc}}}                           | 8o/4      |